# 內大核亞門
內大核亞門（學名：Intramacronucleata）是纤毛虫的一個亞門級的分類單元。該群體的特徵在於細胞二元分裂期間完成分裂大核的方式。在這個亞門的纖毛蟲中，大核的分裂是透過在大核本身內部組裝的微管的作用來實現的。這與後纖毛带亞門（Postciliodesmatophora）的异毛纲纖毛蟲形成對比，其中大核的分裂依賴於大核包膜外部形成的微管。

## 分類
- 瓶纤纲（英语：Armophorea） Armophorea（英语：Armophorea）
- Cariacotrichea（英语：Cariacotrichea）
- 叶口纲 Litostomatea Small & Lynn, 1981屬於叶口纲Vestibuliferida目小袋蟲科小袋蟲屬成員的大腸纖毛蟲（Balantidium coli）的活動體的圖像。

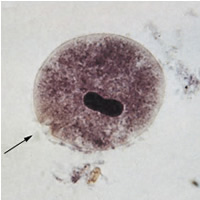
屬於叶口纲Vestibuliferida目小袋蟲科小袋蟲屬成員的大腸纖毛蟲（Balantidium coli）的活動體的圖像。

  - Subclass Haptoria (e.g. Didinium)
  - 毛口亚纲 Trichostomatia  Butschli, 1889
  - Subclass Rhynchostomatia
- Muranotrichea（英语：Muranotrichea）
- Odontostomatea
- Parablepharismea（英语：Parablepharismea）
- Protocruziea（英语：Protocruziea）
- 旋毛纲 Spirotrichea Butschli, 1889[2]：亦作旋唇綱[3]；
  - 环毛亚纲（英语：Choreotrich）  Choreotrich Small & Lynn, 1985（如丁丁蟲 Tintinnidium）
  - 寡毛亚纲 Oligotrichia (e.g. Halteria)[4]
  - 排毛亚纲（英语：Stichotrich） Stichotrichia (e.g. Stylonychia)
  - 少毛亚纲 Hypotrichia (e.g. Euplotes)
- Infraphylum Ventrata（英语：Ventrata）[5]
  - 腎形蟲綱 Colpodea Small & Lynn, 1981[6][7]
  - 篮口虫纲 Nassophorea Butschli, 1889
  - 寡膜綱 Oligohymenophorea de Puytorac et al., 1974
    - 隔口亞綱（Apostomatia）
    - 無口亞綱（Astomatia）
    - 膜口亚纲（英语：Hymenostome） Hymenostomatia Delage & Herouard, 1896 （如四膜虫Tetrahymena）[8][9]
    - 咽膜亚纲（英语：Peniculid） Peniculia Corliss, 1956 （如草履虫 Paramecium）
    - 缘毛亚纲（英语：Peritrichia） Peritrichia（英语：Peritrichia） Stein, 1859：亦作周毛亞綱：例如：Vorticella（英语：Vorticella）
    - Scuticociliatia

  - 叶咽纲 Phyllopharyngea de Puytorac et al., 1974
    - Subclass Chonotrichia
    - 叶咽亚纲（英语：Phyllopharyngia） Phyllopharyngia (e.g. Chilodonella uncinata
    - 有吻亞綱 (Rhynchodia)
    - 吸管亚纲（英语：Suctoria） Suctoria (e.g. Podophrya)

  - Plagiopylea（英语：Plagiopylid） Small & Lynn, 1985
  - 前口纲 Prostomatea[10]

## 外部連結
- 維基物種上的相關：內大核亞門